# Leo Poos
Leonardus (Leo) Adrianus Poos (Hatert, 16 april 1901 - Rijswijk, 19 januari 1990) was een Nederlandse politieman die in de Tweede Wereldoorlog in Den Haag nauw samenwerkte met de Duitse bezetter. Hij werd na de oorlog ter dood veroordeeld, later werd de straf omgezet naar levenslang.

## Levensloop
Poos groeide op in een arm rooms gezin. Zijn vader Martinus Poos was melkman, zijn moeder Maria Hendrika Adriana van Diggelen was wasvrouw. Op twaalfjarige leeftijd verliet Poos de schoolbanken en ging bij een bakker werken. Op 26-jarige leeftijd trad hij na bemiddeling van de latere hoofdcommissaris Nicolaas Gerardus van der Meij toe tot het Haagse politiekorps. Vanaf 1937 werkte Poos voor de inlichtingendienst en moest hij onder andere de prominente NSB'er Meinoud Rost van Tonningen in de gaten houden.
Na de Duitse inval werd Poos lid van de nieuw gevormde Documentatiedienst die een prominente rol zou gaan spelen bij de Jodenvervolging en bestrijding van het verzet. In maart 1941 meldde hij zich ook aan bij de NSB, maar zegde ruim een jaar later zijn lidmaatschap weer op, volgens eigen zeggen omdat het niet nodig was om carrière te maken.
Poos werkte bij de Inlichtingendient nauw samen met Marten Slagter. In maart 1941 werden zij gedetacheerd bij de Sicherheitsdienst. Het duo was zeer effectief. In maart 1941 rolden zij de Haagse afdeling van de Ordedienst op. Ook waren ze verantwoordelijk voor de opsporing van de drukkers van Het Parool. Verder speelden zij een rol in het Englandspiel. Zo vingen zij gedropte agenten als eerste op waarna deze werden overgedragen aan de Duitsers. Hun verdiensten waren zo groot dat zij gepresenteerd werden aan Heinrich Himmler en Reinhard Heydrich tijdens een bezoek aan Nederland. Poos ontving de Duitse Medaille van Verdienste. Slagter en Poos werden na de oorlog beiden verantwoordelijk gehouden voor de arrestatie van zo'n honderd mensen, van wie velen de oorlog niet overleefden.
Vanaf eind 1943 verschenen waarschuwingen voor en signalementen van Poos en Slagter in de illegale bladen. Poos woonde op dat moment met zijn gezin van negen kinderen al in een grote villa in het Belgisch Park, dichtbij zijn chef Joseph Schreieder waar het veiliger was. Naarmate de oorlog vorderden kregen Slagter en Poos wroeging en klaagden bij Wilhelm Harster dat zij Nederlanders arresteerden die vervolgens geëxecuteerd werden.
Na de oorlog werd Poos aanvankelijk ter dood veroordeeld. De straf werd in 1951 omgezet naar levenslang. In 1962 kwam hij vrij. Na zijn vrijlating vestigde Poos zich in Breda. In 1979 verhuisde hij naar verzorgingstehuis Steenvoorde in Rijswijk, vlakbij Den Haag. Aan zijn vrijlating was namelijk de voorwaarde verbonden dat Poos zich niet meer in Den Haag mocht vestigen.

## Persoonlijk
Poos was getrouwd met Maria Hendrika Elisabeth Regeer, ze kregen negen kinderen.